# Döme Sztójay
Döme Sztójay (rodným jménem Demeter Sztojakovich, srbsky: Димитрије Стојаковић; 5. ledna 1883 – 22. srpna 1946) byl maďarský generál a diplomat srbského původu, který během druhé světové války působil krátce jako maďarský premiér. Po válce byl shledán vinným z válečných zločinů a zločinů proti maďarskému lidu, a v roce 1946 byl popraven.

## Biografie
Narodil se v srbské rodině jako Dimitrije Stojaković (Димитрије Стојаковић) ve městě Vršac v Rakousko-Uhersku (dnešní Srbsko) a za první světové války sloužil jako plukovník rakousko-uherské armády. Po válce sloužil v „národní armádě“ admirála Miklóse Horthyho a poté, co se stal Horthy maďarským regentem byl povýšen na generála a v letech 1925 až 1933 působil jako vojenský attaché v Berlíně. V roce 1927 si pomaďarštil příjmení na Sztójay a v letech 1933 až 1935 pracoval na maďarském ministerstvu obrany.
V roce 1935 byl jmenován maďarským velvyslancem v nacistickém Německu a tuto diplomatickou pozici zastával až do roku 1944. Z této pozice udržoval úzké styky s nacistickým režimem. Po německé okupaci Maďarska v březnu 1944 byl Horthy donucen odvolat premiéra Miklós Kállaye a nahradit jej premiérem, který by s Německem spolupracoval. Horthy navrhl Sztójaye, který se 23. března 1944 stal premiérem a ministrem zahraničí. Jako premiér legalizoval radikální fašistickou stranu Šípových křížů pod vedením Ference Szálasiho, rozpustil odbory, nechal zatknout politické oponenty a zvýšil maďarskou účast v bojích na východní frontě. Za jeho vlády byla zavedena přísná protižidovská legislativa a z Maďarska bylo do vyhlazovacích táborů deportováno na 600 tisíc Židů.
V srpnu téhož roku však Horthy Sztójayovu proněmeckou vládu sesadil a nahradil ji novou, pod vedením Gézy Lakatose. Tato vláda začala jednat se Spojenci o příměří a zastavila deportace Židů. Německo ale v Maďarsku intervenovalo a donutilo Horthyho abdikovat ve prospěch Szálasiho, který se stal novým premiérem a vůdcem Maďarska. Po svém sesazení z postu premiéra se Sztójay vzhledem ke svému chabému zdraví odebral do sanatoria. V dubnu 1945 uprchl z Maďarska, když německá vojska vytlačila Rudá armáda. Později byl zajat americkou armádou a v říjnu téhož roku byl vydán do Maďarska, kde stanul před lidovým soudem v Budapešti. Byl shledán vinným z válečných zločinů a zločinů proti maďarskému lidu a odsouzen k trestu smrti. V roce 1946 byl v Budapešti popraven zastřelením.